# 三河新四国八十八ヶ所霊場
三河新四国八十八ヶ所霊場（みかわしんしこくはちじゅうはちかしょれいじょう）は、愛知県の三河地方にある霊場巡礼（弘法大師信仰）。

## 札所
知多四国霊場とともに愛知県における二大霊場巡礼とされる。
88の札所、2の番外札所、計90の札所がある。多くの寺院が複数の札所を有しているという特徴があり、寺院数は番外札所を合わせても49である。弘法大師が開いた真言宗の寺院は約30のみであり、他の3分の2は浄土宗など他宗の寺院である。札所となった寺院の宗派は11にも上る。

## 歴史

### 元祖三河新四国（近世）
西加茂郷の修行僧として浦野上人がおり、浦野上人は何度も四国八十八箇所を巡礼して札所の砂を持ち帰った。浦野上人は郷土の三河地方に写し霊場を開創することを発心し、約10年の歳月をかけて各地の寺院を説得した。こうして寛永2年（1625年）、三河新四国八十八ヶ所（元祖）が開創された。知多四国霊場よりも約200年早い開創であり、江戸時代には札所が大いににぎわったという。

### 旧三河新四国（近代）
明治維新後の廃仏毀釈運動などの影響もあり、元祖三河新四国八十八ヶ所はいつしか寂れていった。四国八十八箇所霊場の第75番札所である善通寺の佐伯宥粲猊下貫主から弘法大師像と直伝証が授与され、1927年（昭和2年）には元祖と札所がやや異なる霊場巡礼が開創されて再興された。なお、同時期の1925年（大正14年）には四国直伝弘法八十八ヶ所霊場（尾張新四国または尾張四国）も開創されている。

### 現在の三河新四国（現代）
1930年代以降には東京事変や日中戦争や太平洋戦争が起こり、また昭和東南海地震（1944年）や三河地震（1945年）などの自然災害もあったことで、再び巡礼は下火となった。
無量寺の松山孝昌住職は三河新四国を再興せよという宣託を受け、馴染みの住職らとともに三河一円の寺院に協力を呼びかけた。5年がかりの努力が実り、1964年（昭和39年）には現在の三河新四国が発足した。

## 霊場一覧
| 札番       |                       | 山号     | 名称     | 宗派             | 所在地                    |
| ---------- | --------------------- | -------- | -------- | ---------------- | ------------------------- |
| 1番        | 第1番 総持寺          | 神路山   | 総持寺   | 天台寺門宗       | 知立市西町新川48          |
| 2番        | 第2番 西福寺          | 大仙山   | 西福寺   | 曹洞宗           | 刈谷市一ツ木町5丁目31-2   |
| 3番        |                       | 天目山   | 密蔵院   | 臨済宗永源寺派   | 刈谷市一里山町南弘法24    |
| 4番        | 第4番 無量寿寺        | 八橋山   | 無量寿寺 | 臨済宗妙心寺派   | 知立市八橋町寺内61-1      |
| 5番・6番   |                       | 鈴木山   | 龍興寺   | 臨済宗妙心寺派   | 豊田市中町中郷98          |
| 7番・8番   |                       | 金谷山   | 三光寺   | 真言宗醍醐派     | 豊田市金谷町5丁目63       |
| 9番・10番  | 9番・10番 光明寺      | 遍照山   | 光明寺   | 浄土宗           | 豊田市下市場町5丁目20     |
| 11番・12番 | 11番・12番 薬師寺     | 瑠璃光山 | 薬師寺   | 浄土宗           | 豊田市越戸町梅盛55        |
| 13番・14番 | 13番・14番 観音院     | 身掛山   | 観音院   | 真言宗醍醐派     | 豊田市越戸町松葉41        |
| 15番・16番 | 15番・16番 広昌院     | 金重山   | 広昌院   | 浄土宗           | 豊田市力石町井ノ上117     |
| 17番・18番 | 17番・18番 東昌寺     | 猿投山   | 東昌寺   | 曹洞宗           | 豊田市猿投町大城4         |
| 19番・20番 | 19番・20番 雲龍寺     | 水月山   | 雲龍寺   | 曹洞宗           | 豊田市四郷町山畑78        |
| 21番・22番 | 第21番・第22番 大樹寺 | 成道山   | 大樹寺   | 浄土宗           | 岡崎市鴨田町広元5-1       |
| 23番・24番 | 23番・24番 九品院     | 荒井山   | 九品院   | 浄土宗           | 岡崎市鴨田町山畔9         |
| 25番・26番 | 25番・26番 持法院     | 龍北山   | 持法院   | 真言宗醍醐派     | 岡崎市井田町1丁目107      |
| 27番・28番 | 27番・28番 浄誓院     |          | 浄誓院   | 浄土宗           | 岡崎市松本町1丁目21       |
| 29番・30番 | 29番・30番 安心院     | 金寶山   | 安心院   | 曹洞宗           | 岡崎市明大寺町馬場東54    |
| 31番・32番 | 31番・32番 吉祥院     | 萬燈山   | 吉祥院   | 真言宗醍醐派     | 岡崎市明大寺町仲ヶ入38-30 |
| 33番・34番 | 33番・34番 明星院     | 弘法山   | 明星院   | 真言宗醍醐派     | 岡崎市市場町元神山16      |
| 35番       |                       | 二村山   | 法蔵寺   | 浄土宗西山深草派 | 岡崎市本宿町寺山1         |
| 36番       |                       | 二村山   | 勝徳寺   | 浄土宗西山深草派 | 岡崎市本宿町寺山21        |
| 37番・38番 | 37番・38番 法厳寺     | 天神山   | 法厳寺   | 真言宗醍醐派     | 豊川市八幡町上宿43        |
| 39番・40番 | 39番・40番 快泉院     | 小林山   | 快泉院   | 真言宗醍醐派     | 豊川市大崎町小林42        |
| 41番・42番 | 41番・42番 寿命院     | 松亀山   | 寿命院   | 真言宗醍醐派     | 豊川市三谷原町下西浦57    |
| 43番・44番 | 43番・44番 徳宝院     | 宮嶋山   | 徳宝院   | 真言宗醍醐派     | 豊川市下長山町北側101     |
| 45番・46番 | 45番・46番 金剛寺     | 弘法山   | 金剛寺   | 高野山真言宗     | 蒲郡市三谷町南山1-9       |
| 47番・48番 | 47番・48番 光昌寺     | 海平山   | 光昌寺   | 曹洞宗           | 蒲郡市三谷町七舗65        |
| 49番・50番 |                       | 厳松山   | 善応寺   | 浄土宗西山深草派 | 蒲郡市元町13-18           |
| 51番・52番 | 51番・52番 薬証寺     | 松全山   | 薬証寺   | 真言宗醍醐派     | 蒲郡市中央本町7-2         |
| 53番・54番 | 53番・54番 真如寺     | 海性山   | 真如寺   | 浄土宗西山深草派 | 蒲郡市形原町石橋11        |
| 55番・56番 | 55番・56番 実相院     | 行基山   | 実相院   | 浄土宗西山深草派 | 蒲郡市形原町東上松27      |
| 57番・58番 | 57番・58番 利生院     | 上野山   | 利生院   | 浄土宗西山深草派 | 蒲郡市形原町東上野7       |
| 59番・60番 | 59番・60番 覚性院     | 神田山   | 覚性院   | 浄土宗西山深草派 | 蒲郡市西浦町北馬相11      |
| 61番・62番 | 61番・62番 無量寺     | 西浦山   | 無量寺   | 真言宗醍醐派     | 蒲郡市西浦町日中30        |
| 63番・64番 | 63番・64番 千手院     | 中尾山   | 千住院   | 真言宗醍醐派     | 西尾市東幡豆町山崎24-1    |
| 65番・66番 | 65番・66番 妙善寺     | 性海山   | 妙善寺   | 浄土宗西山深草派 | 西尾市東幡豆町森66        |
| 67番・68番 | 67番・68番 太山寺     | 薬王山   | 太山寺   | 真言宗醍醐派     | 西尾市寺部町林添63        |
| 69番・70番 |                       | 泰涼山   | 勝山寺   | 真言宗醍醐派     | 西尾市瓦町21              |
| 71番・72番 |                       | 梅香山   | 縁心寺   | 浄土宗           | 西尾市中町56              |
| 73番・74番 | 第73番・第74番 妙福寺 | 多聞山   | 妙福寺   | 浄土宗西山深草派 | 碧南市志貴町2丁目61       |
| 75番・76番 |                       | 融通山   | 観音寺   | 信貴山真言宗     | 碧南市築山町3丁目58       |
| 77番・78番 |                       | 東照山   | 称名寺   | 時宗             | 碧南市築山町2丁目66       |
| 79番・80番 |                       | 南松山   | 清浄院   | 浄土宗           | 碧南市築山町1丁目21       |
| 81番・82番 |                       | 南面山   | 海徳寺   | 浄土宗西山深草派 | 碧南市音羽町1丁目60       |
| 83番・84番 |                       | 聖道山   | 常行院   | 浄土宗           | 碧南市本郷町3丁目38       |
| 85番・86番 |                       | 華慶山   | 林泉寺   | 曹洞宗           | 碧南市本郷町3丁目8        |
| 87番・88番 | 87番・88番 法城寺     | 天王山   | 法城寺   | 浄土宗           | 碧南市天王町3丁目132      |
| 開創       | 開創 遍照院           | 弘法山   | 遍照院   | 真言宗豊山派     | 知立市弘法町弘法山19      |
| 別格       | 別格 妙厳寺           | 円福山   | 妙厳寺   | 曹洞宗           | 豊川市豊川町1             |